# DVD+R

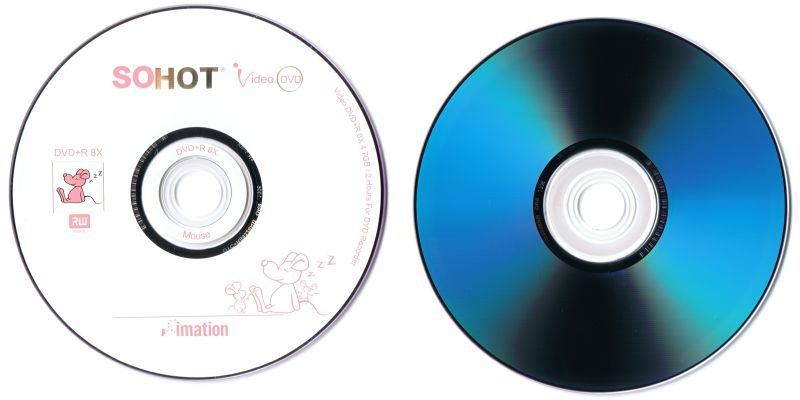
DVD+R 디스크의 앞면과 뒷면

DVD+R은 한 번 기록할 수 있는 광 디스크로 4.7 GB(4.377 GiB)의 기억 용량을 갖는다. (더 정확하게, 각각 2,048 바이트의 2,295,104 섹터) 4.832 GiB를 지원하는 DVD-R보다 기억 용량이 조금 작다. 이 포맷은 2002년 중반에 DVD+RW 얼라이언스가 개발하였다. DVD+R 포맷이 DVD 포럼에서 개발한 DVD-R 포맷과 경쟁하는 포맷이므로 DVD+R 포맷이 공식 DVD 포맷이 아니라는 이유로 DVD 포럼에 승인을 받지 못하고 있다.
다른 플러스(+) 매체와 마찬가지로, 북 타입을 변경하여 DVD+R 매체의 호환성을 높일 수 있다.

## 속도
| 드라이브 속도 | 데이터 속도 (MB/초) | 데이터 속도 (Mbit/초) | 싱글 레이어 DVD+R의 쓰기 속도 |
| ------------- | ------------------- | --------------------- | ----------------------------- |
| 1X            | 1.32 MB/s           | 10.56 Mbit/초         | 60 분                         |
| 2X            | 2.64 MB/s           | 21.12 Mbit/초         | 30 분                         |
| 4X            | 5.28 MB/s           | 42.24 Mbit/초         | 15 분                         |
| 8X            | 10.56 MB/s          | 84.48 Mbit/초         | 7.5 분                        |
| 16X           | 21.12 MB/s          | 168.96 Mbit/초        | 3.75 분                       |
| 20x           | 26.40 MB/s          | 211.20 Mbit/초        | 3.00 분                       |
| 22x           | 29.04 MB/s          | 232.32 Mbit/초        | 2.73 분                       |
| 24x           | 31.68 MB/s          | 253.44 Mbit/초        | 2.50 분                       |

## 같이 보기
- DVD-R
- DVD
- DVD+R DL
- DVD+RW, DVD-RW
- DVD-RAM
- 미니DVD